# Jadwiga Sokołowska
Jadwiga Sokołowska (ur. 1925 w Tulczynie, zm. 1991 w Warszawie) – historyk literatury, prof. KUL.

## Życiorys
Prof. Jadwiga Sokołowska urodziła się 19 stycznia 1925 r. w Tulczynie na Podolu jako córka Czesława i Marii z Kownackich. W l. 1926-1943 mieszkała wraz z rodziną w Równem na Wołyniu. Pod koniec 1943 r. przeniosła się do Lublina, gdzie w 1946 r. uzyskała świadectwo dojrzałości w Liceum im. Unii Lubelskiej. W l. 1946-1949 studiowała filologię polską na KUL-u. W 1949 r. przeniosła się do Warszawy, gdzie mieszkała do końca życia. W 1950 r. ukończyła studia polonistyczne na Uniwersytecie Warszawskim uzyskała stopień magistra filozofii na podstawie pracy Liryka Lucjana Rydla, napisanej pod kierunkiem Wacława Borowego. W l. 1950-1952 uczyła w Technikum Handlu Zagranicznego, a w l. 1952-68 pracowała w Państwowym Instytucie Wydawniczym na stanowisku starszego redaktora i kierownika redakcji w redakcji staropolskiej (po r. 1956 przemianowanej na redakcję historii kultury). 4 lutego 1960 r. zawarła związek małżeński ze Stefanem Poźniakiem, ale w publikacjach posługiwała się nazwiskiem panieńskim.
Pracę redaktora w PIW łączyła z własnymi badaniami i pracami edytorskimi. Ich rezultatem był m.in. opracowana we współpracy z Kazimierą Żukowską dwutomowa antologia Poeci polskiego baroku (1965). Poszerzona część wstępu do tej antologii, zatytułowana Swoiste cechy poezji barokowej w Polsce, na wniosek prof. Juliana Krzyżanowskiego została przyjęta jako rozprawa doktorska (1969).
1 października 1969 r. Jadwiga Sokołowska została zatrudniona na KUL-u jako starszy asystent, a od następnego roku akademickiego jako adiunkt. Dnia 8 grudnia 1970 r. habilitowała się na Uniwersytecie Warszawskim na podstawie rozprawy Główne kierunki badań nad barokiem europejskim. W poszukiwaniu modelu epoki. Dnia 1 kwietnia 1972 r. została mianowana na KUL-u docentem i jednocześnie kierownikiem Katedry Literatury Staropolskiej, którą kierowała aż do śmierci. W l. 1973-1979 była kierownikiem Sekcji Filologii Polskiej KUL. W 1984 r. została profesorem nadzwyczajnym KUL i członkiem czynnym Towarzystwa Naukowego KUL. Odbyła kilka podróży zagranicznych: do Florencji (1960-1961), Paryża (1966, 1980-1981). Rzymu (1976), Louvain (1977) i Niemiec Zachodnich (1986, 1988).
Zmarła 1 czerwca 1991 r. w Warszawie. Pochowana została na cmentarzu Powązkowskim (kwatera 243-2-11/12). 

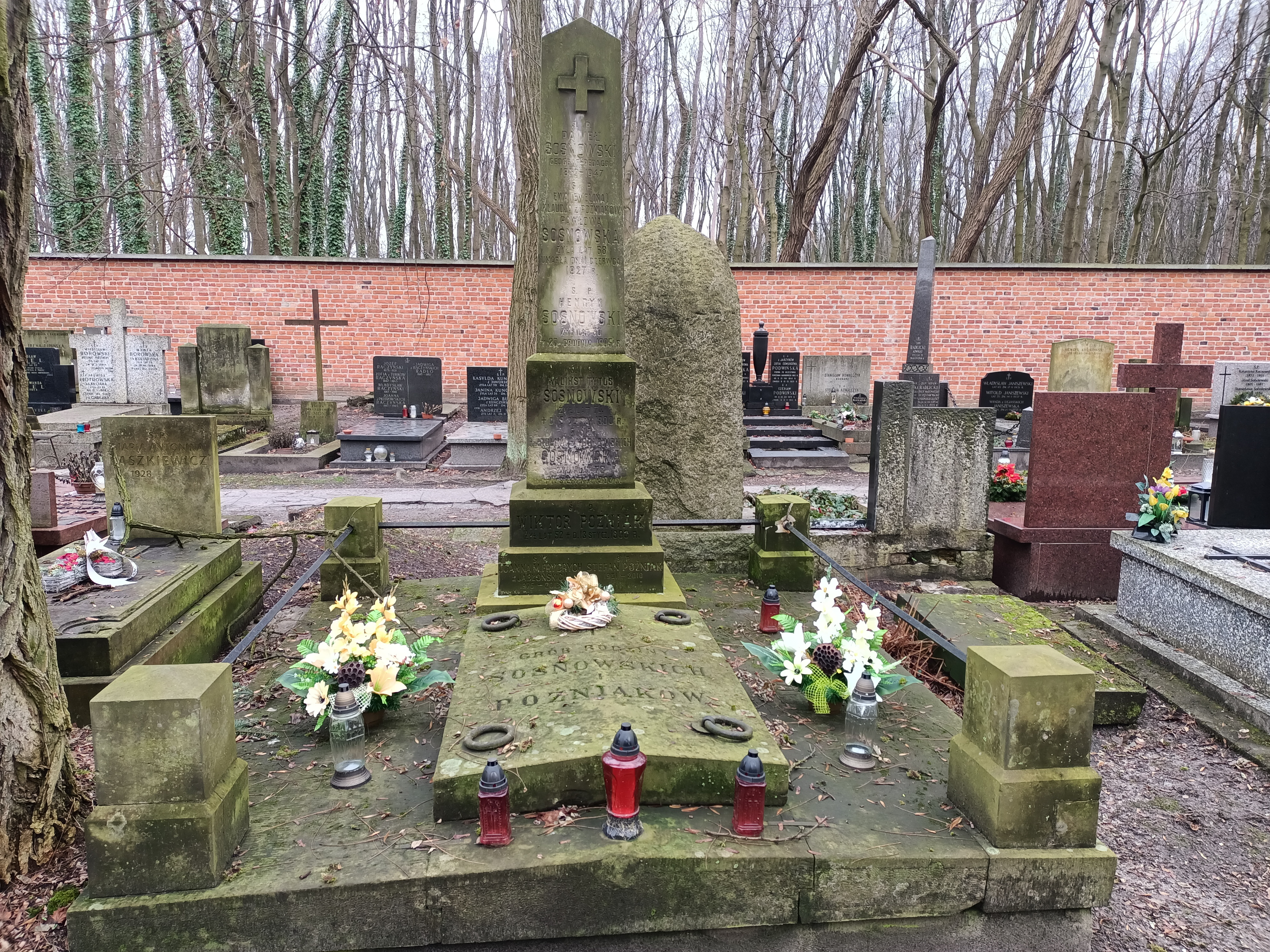
Grób Jadwigi Sokołowskiej na Cmentarzu Powązkowskim

## Wybrane publikacje
- Jan Andrzej Morsztyn, Warszawa 1965.
- Spory o barok. W poszukiwaniu modelu epoki, Warszawa 1971.
- Dwie nieskończoności. Szkice o literaturze barokowej Europy, Warszawa 1978.
- Mikołaj Sęp Szarzyński, Rytmy, abo wiersze polskie, oprac. J. Sokołowska, Warszawa 1957.
- Poeci renesansu. Antologia, oprac. J. Sokołowska, Warszawa 1959
- Poeci polskiego baroku, oprac. J. Sokołowska i K. Żukowska, t. 1-2, Warszawa 1965.
- Patrząc na rozmaite świata tego sprawy. Antologia polskiej poezji renesansowej, oprac. J. Sokołowska, Warszawa 1984.
- "I w odmianach czasu smak jest". Antologia polskiej poezji epoki baroku, oprac. J. Sokołowska, Warszawa 1991.

## Opracowania
- S. Nieznanowski, Sokołowska (Sokołowska-Poźniak) Eulalia Jadwiga, w: Polski słownik biograficzny, t. 40, Kraków 2000-2001, s. 98-99.
- J. Starnawski, Sokołowska-Poźniakowa Jadwiga (1925-1991), w: Słownik badaczy literatury polskiej, red. J. Starnawski, Łódź 1994, s. 259-261.
- M. Kotowska-Kachel, Sokołowska Jadwiga 1925-1991, w: Współcześni polscy pisarze i badacze literatury. Słownik biobibliograficzny, oprac. zespół pod red. J. Czachowskiej i A. Szałagan, t. 7: R-Sta, Warszawa 2001, s. 374-375.
- Cz. Hernas, M. Hanusiewicz, Słowo wstępne, w: Religijność literatury polskiego baroku, Lublin 1995, s. 5-11.